# 1923 au Canada
Pour un article plus général, voir Chronologie du Canada.
Cet article traite des événements qui se sont produits durant l'année 1923 au Canada.

## Événements

### Politique
- 1er janvier : création du Department of National Defence.
- 5 février : élection générale québécoise. Louis-Alexandre Taschereau (libéral) est réélu Premier ministre du Québec.
- 2 mars : le Canada signe seul le traité passé avec les États-Unis relativement aux pêcheries du Pacifique (Halibut Treaty). Le Canada obtient le droit d’organiser sa propre politique étrangère lors d’une conférence impériale.
- 25 juin : élection générale ontarienne. Le Parti conservateur de l'Ontario dirigé par Howard Ferguson remporte cette élection.
- Visite royale du prince Édouard de Galles en Alberta.

### Justice
- 1er juillet : loi de l'immigration chinoise de 1923 interdisant l'immigration chinoise au Canada.

### Sport

#### Hockey
- Fin de la Saison 1922-1923 de la LNH suivi de la Finale de la Coupe Stanley 1923. Les Sénateurs d'Ottawa remportent la Coupe Stanley contre les Eskimos d'Edmonton.
- Les Bisons de l'Université du Manitoba remportent la Coupe Memorial 1923.
- Début de la Saison 1923-1924 de la LNH .

#### Football
- L'Université Queen's remporte la Coupe Grey contre les Roughriders de Régina.

### Économie
- À la suite de difficultés financières, la compagnie de chemin de fer du Grand tronc est intégré au Canadien National.

### Science
- Prix Nobel de physiologie ou médecine remis à Frederick Banting pour la découverte de l'Insuline.

### Culture
- Livre Émilie de la Nouvelle Lune de Lucy Maud Montgomery.

### Religion
- Alphonse-Osias Gagnon est nommé évêque au diocèse de Sherbrooke.
- Sœur Dina Bélanger prononce ses vœux et connaîtra une vie mystique intense.
- Début de la reconstruction de la Basilique Sainte-Anne-de-Beaupré détruit par le feu l'année précédente.

## Naissances
- 1er janvier : Roméo Sabourin, soldat et héros de guerre.
- 7 janvier : Hugh Kenner, professeur et critique littéraire.
- 1er février : Ben Weider, homme d'affaires.
- 3 février : Alys Robi, chanteuse et comédienne.
- 16 février : Louis R. Desmarais, comptable agréé et ancien député fédéral du Québec.
- 27 mars : Gordon Fairweather, avocat et homme politique.
- 30 mars : Milton Acorn, poète.
- 5 mai : John Aird, lieutenant-gouverneur de l'Ontario.
- 18 mai : Jean-Louis Roux, acteur et lieutenant-gouverneur du Québec.
- 10 juin : Paul Brunelle, chanteur country québécois († 24 novembre 1994).
- 17 juin : Bill Adams, juge et homme politique.
- 21 juillet : Rudolph Marcus, chimiste.
- 31 juillet : Victor Goldbloom, médecin et homme politique anglo-québécois.
- 6 août : Paul Hellyer, homme politique.
- 1er septembre : Kenneth Thomson, homme d'affaires.
- 2 septembre : David Lam, lieutenant-gouverneur de la Colombie-Britannique.
- 22 octobre : Rodrigue Bourdages, homme politique fédéral provenant du Québec.
- 25 octobre : Jean Duceppe, comédien.
- 1er novembre : Gordon R. Dickson, écrivain de science-fiction.
- 22 novembre : Arthur Hiller, réalisateur et acteur.

## Décès
- 20 février : Thomas George Roddick, médecin et député fédéral du Québec.
- 2 mars : Joseph Martin, premier ministre de la Colombie-Britannique.
- 25 avril : Louis-Olivier Taillon, premier ministre du Québec.
- 7 juin : John Best, homme politique.
- 17 juillet : John Strathearn Hendrie, lieutenant-gouverneur de l'Ontario.
- 6 août :  Benjamin Sulte, auteur.
- 21 août : William Ralph Meredith, chef du Parti conservateur de l'Ontario.
- 30 octobre : Andrew Bonar Law, premier ministre du Royaume-Uni.
- 14 novembre : Edward Maxwell, architecte.
- 9 décembre : John Herbert Turner, premier ministre de la Colombie-Britannique.